# FinecoBank
FinecoBank S.p.A., conhecido como FinecoBank ou apenas Fineco, é um banco italiano especializado em corretagem online. Lançado em 1999 com seu serviço Fineco Online para comerciantes de varejo, a Fineco tornou-se uma empresa listada em 2014 e é independente do grupo bancário UniCredit desde 2019.
O FinecoBank é um constituinte do FTSE MIB (desde 2016), o índice blue chip da Borsa Italiana. Desde 2015, tem mais de um milhão de clientes na Itália, onde seu papel foi comparado ao da Schwab nos EUA.

## História

### Antecessores
O antecessor da Fineco foi uma instituição financeira conhecida como GI-FIN S.r.l. em 1982 e depois GI-FIN S.p.A. a partir de outubro de 1982. Em 1983, a instituição foi incorporada como Istituto per le Cessioni del Quinto S.p.A. (ICQ), que mais tarde conhecido como Novara ICQ S.p.A. :665e depois ICQ Banca Cisalpina S.p.A.. A ICQ Banca Cisalpina era uma subsidiária da Banca Popolare di Novara (BP Novara). Em 1990-91, a BP Novara possuía 51,21% das ações do ICQ Banca Cisalpina. :665 :126A ICQ Banca Cisalpina também era uma empresa listada, que foi fechada em 1996 por seu novo proprietário Banca Popolare di Brescia (Bipop).
Em 1999, a Bipop fundiu-se com a Cassa di Risparmio di Reggio Emilia (Carire) para formar a Bipop Carire. A partir de 1990, a Banca Popolare di Brescia também detinha parcialmente os homônimos Fin-Eco Leasing (33,33%) e Fin-Eco Factoring (30%). :125A partir de 1994, a Bipop detinha as empresas acima mencionadas por meio de uma holding intermediária Fin-Eco Holding. A holding também possuía outra subsidiária Fin-Eco SIM. A Bipop também tentou adquirir outro homônimo, Cisalpina Gestioni, em 1994.
Após a fusão de 1999, o grupo bancário reorganizou o ICQ Banca Cisalpina, bem como o Fin-Eco Leasing e o Fin-Eco Factoring.

### FinecoBank
O ICQ Banca Cisalpina foi renomeado para "Fin-Eco Banca ICQ S.p.A." (Banca Fin-Eco abreviado) em 1999, que foi considerada a data de lançamento do atual Fineco. Em 2002, a Bipop Carire e a Fineco passaram a fazer parte do grupo bancário Capitalia. Em 2007, a Capitalia foi incorporada ao grupo bancário UniCredit, enquanto a Fineco foi mantida como subsidiária separada.
Em 2014, o FinecoBank iniciou sua oferta pública inicial. Em 2016, a UniCredit vendeu mais 30% das ações ao mercado público. Em maio de 2019, o UniCredit vendeu mais 17% das ações do FinecoBank. Como o UniCredit detinha 18% das ações do FinecoBank após a transação, o FinecoBank não é mais uma empresa associada do UniCredit.
Em 2020, a Fineco decidiu gastar 7 milhões de euros em uma campanha de marketing para aumentar seus serviços no Reino Unido, cujo lançamento foi autorizado no início do mesmo ano.
A FinecoBank Banca Fineco atende clientes no Reino Unido e na Itália.
A UniCredit vendeu sua participação restante no FinecoBank em 2019.